# Челябінський ВТТ
Челябінський ВТТ (рос. ЧЕЛЯБИНСКИЙ ИТЛ, Челяблаг) — підрозділ, що діяв в системі ГУЛАГ в м.Челябінськ.
Оснований 22.05.47 — перейменований з ВТТ Челябметалургбуд;
закритий 06.10.51.
Підпорядкований: ГУЛАГ з 22.05.47 ;
УВТТК УМВС по Челябінській обл. з 13.10.50.

## Історія
У Челяблагу містилися трудмобілізовані німці, у складі 16 будзагонів і п'яти окремих колон. Вони дислокувалися на основному будмайданчику біля сел. Першин на околиці Челябінська (будзагони 1, 13, 15, 16). Всі трудмобілізовані і ув'язнені були зведені в дев'ять будзагонів, шість табірних ділянок, сім робочих колон, дислокованих як в районі Челябінська (Першин, Каштак, Федорівка), так і на території Челябінської області (Верхній Уфалей, Сатка, Киштим, Коркін, Катав-Івановськ, Копєйськ).
Всього на кінець 1942 в цьому таборі значилося 4600 зеків. До 1 січня 1944 їх кількість зросла до 11,5 тис. осіб. На 1 січня 1944 «мобілізовані німці» становили найчисленніший контингент — 59,8% від загальної кількості зайнятої робочої сили.
В кінці 1943 стали прибувати військовополонені німці, потім інтерновані громадяни Німеччини та ін. Європейських країн.
У 1947–1948 радянські німці були демобілізовані з робочих колон НКВД і переведені на спецпоселення, трудармійці переведені на режим спецпоселення, який зберігався до 1956.